# دانيلا براون
دانيلا براون (بالإنجليزية: Danielle Brown) هي نبالة بريطانية، ولدت في 10 أبريل 1988 في Lothersdale ‏ في المملكة المتحدة.

## روابط خارجية
- دانيلا براون على موقع Paralympic.org (الإنجليزية)
- دانيلا براون على موقع اتحاد ألعاب الكومنولث (مؤرشف) (الإنجليزية)